# Casa Jaume Botey
La Casa Jaume Botey, coneguda també com a Ca l'Amigó, és un edifici modernista de Badalona (Barcelonès), catalogat com a bé cultural d'interès local.

## Descripció
És una casa torre tardomodernista, que conjuga elements clàssics i medievals, com la torre i els merlets. Consta d'un semisoterrani, baixos i terrat, que actualment està parcialment cobert. El solar està situat en desnivell, de manera que el semisoterrani té sortida al jardí. Els murs són d'estuc que imita maons grocs, i està força ben conservat. Té un porxo d'entrada i un vitrall modernista a la porta.

## Història
Ocupa el lloc de l'antic mas Po-Canyadó, reconstruït a la Conreria (Tiana), i va ser construïda per l'arquitecte Joan Amigó i Barriga per al seu padrastre, el mestre d'obres Jaume Botey i Garriga. Els plànols foren signats per J. Maymó, ja que Amigó aleshores era l'arquitecte municipal. La casa tenia un conjunt de mobiliari fet per Gaspar Homar i Mezquida, actualment traslladat a una masia de Solius, i només en resta in situ un element.
Durant un temps, la casa va estar ocupada per l'Escola Jungfrau. Després va ser restaurada i actualment acull la seu de l'Hospital Municipal de Badalona.

## Restes arqueològiques
L'any 2004, en una intervenció al pati de l'antiga Escola Jungfrau, es confirmà la presència de restes arqueològiques d'època romana de gran entitat i monumentalitat; així ho mostra l'alçada i amplada dels murs documentats i la potent seqüència estratigràfica, a banda de la complexitat urbanística de les restes descobertes. S'ha documentat l'encreuament de dos carrers de la ciutat romana de Baetulo, així com una claveguera que connecta amb un embornal cap a l'oest, i cap a l'est amb el carrer que s'orienta al mar. El carrer que segueix una orientació de muntanya cap a mar es troba delimitat perfectament per dues voreres i una calçada amb marques de rodes.